# Белый тигр (фильм, 2012)
«Бе́лый тигр» — российский полнометражный, военно-фантастический художественный фильм режиссёра Карена Шахназарова, снятый в 2012 году по мотивам романа Ильи Бояшова «Танкист, или „Белый тигр“» и повествующий о событиях времён Великой Отечественной войны.
Фильм является первой работой Карена Шахназарова о войне и его самым масштабным проектом. Посвящён отцу режиссёра — Георгию Шахназарову, участнику Великой Отечественной войны, ушедшему на фронт в возрасте восемнадцати лет, его боевым товарищам, всем ветеранам войны и всему поколению советских людей того времени.
Премьера картины состоялась 2 мая 2012 года в московском кинотеатре «Октябрь».
В сентябре 2012 года российский оскаровский комитет выдвинул фильм «Белый тигр» на соискание премии «Оскар» в номинации «Лучший фильм на иностранном языке». В январе 2013 года фильм получил премию «Золотой орёл» в номинации «Лучший игровой фильм 2012 года».

## Сюжет
Великая Отечественная война, лето 1943 года. На линии фронта ходят слухи о таинственном неуязвимом огромном немецком танке, который неожиданно появляется на полях сражений и так же неожиданно бесследно исчезает в дыму, успевая уничтожить целый советский танковый батальон. Это мистическое чудовище прозвали «Белым тигром». После одного из сражений в подбитом советском танке обнаруживают сильно обгоревшего, но живого человека — механика-водителя (Алексей Вертков). Несмотря на ожог 90% поверхности тела и заражение крови, боец, к удивлению врачей, феноменально быстро идёт на поправку и возвращается в строй. Он не знает кто он и тогда в госпитале ему дают фамилию Найдёнов. Он не помнит прошлого, но обретает удивительную способность понимать «язык» танков, «слушать» их, как неких живых существ, наделённых разумом. Он уверен — неуловимый немецкий танк существует, и его необходимо уничтожить (это поручил ему сам «танковый бог»), потому что «Белый тигр» — это воплощение войны, её ужас и кровь. Ему выдают новые документы на имя Ивана Ивановича Найдёнова и повышают его в воинском звании.
По пути в действующую армию танкист видит на платформе эшелона с разбитой техникой — два подбитых танка, Т-34 и Матильда. Подошедшим двум командирам он рассказывает, что ему сказали танки — «Матильда» была подбита «Пантерой», которая сидела в засаде, а Т-34 был сожжён «Белым тигром». Командиры считают танкиста сумасшедшим.
Майор Федотов (Виталий Кищенко), заместитель начальника контрразведки танковой армии, получает от советского командования специально созданный экспериментальный средний танк Т-34 последней модификации — Т-34-85 (без номера, форсированный двигатель, усиленное бронирование, экспериментальный стабилизатор пушки), задание — сформировать для него экипаж, а также найти и уничтожить вражеский «Белый тигр». Командиром нового советского танка Федотов назначает Ивана Найдёнова и приказывает его экипажу выполнить порученное задание.
Первая попытка завершается провалом: «Белый тигр», уйдя от трёх выстрелов танка-приманки (тоже Т-34-85) первым же своим выстрелом уничтожает его, а с танком Найдёнова играет, как кошка с мышью: загоняет его за гору сгоревшей техники, выпускает и наконец, снисходительно щадит ювелирным выстрелом в левый край кормы, непостижимым образом оказавшись сзади. К счастью, весь экипаж Ивана остаётся целым. Также майор Федотов убеждается, что Найдёнов не смог бы выжить при таких обширных ожогах (90% поверхности тела). Он, в прямом смысле слова, переродился, чтобы уничтожить «Белого тигра». Помимо этого, Найдёнова действительно предупреждают о выстреле «Тигра» как «танковый бог», так и сами танки. Как потом выразился Иван, «они хотят, чтобы он жил».
В последнем боестолкновении танк Найдёнова в погоне за «Белым тигром», который ранее в одиночку сорвал советское наступление, попадает в заброшенную деревню, ликвидирует там другой замаскированный немецкий танк и вновь сталкивается со своим главным противником. На этот раз «Белый тигр» был сильно повреждён, но не уничтожен. У танка Найдёнова разрывает ствол орудия и ему не удаётся добить врага. После боя «Белый тигр» вновь скрывается, и его следов найти не удаётся.
Весна 1945 года. После капитуляции Германии Федотов, уже в звании полковника, с высшей солдатской наградой орденом Славы I степени пытается убедить Найдёнова, что война закончилась, но тот не соглашается. «Пока „Белый тигр“ не уничтожен, война не закончится, — убеждён Найдёнов, — он готов ждать двадцать лет, пятьдесят, сто, но он обязательно появится вновь и нанесёт удар». Полковник Федотов отходит к своей машине и, обернувшись, видит на месте танка Найдёнова лишь небольшую дымку.
Финальная сцена — «некто» похожий на Адольфа Гитлера, сидя в кресле перед камином, произносит монолог таинственному незнакомцу о предпосылках Второй Мировой войны и её последствиях:
А мы просто нашли мужество осуществить то, о чём мечтала Европа!.. Разве мы не осуществили потаённую мечту каждого европейского обывателя? Они всегда не любили евреев! Всю жизнь они боялись эту мрачную, угрюмую страну на Востоке… Я сказал: просто давайте решим эти две проблемы, решим их раз и навсегда… Человечество стало тем, что оно есть, благодаря войне! Война — естественное, обыденное дело. Она идёт всегда и повсюду. Война не имеет начала или конца. Война — это сама жизнь. Война — это отправная точка.

## В ролях
| Актёр                     | Роль                                                                                            |
| ------------------------- | ----------------------------------------------------------------------------------------------- |
| Алексей Вертков           | Иван Иванович Найдёнов, командир танка                                                          |
| Виталий Кищенко           | Алексей Федотов, майор (затем — полковник), заместитель начальника контрразведки танковой армии |
| Валерий Гришко            | маршал Жуков                                                                                    |
| Александр Вахов           | Крюк, член экипажа танка Найдёнова                                                              |
| Виталий Дорджиев          | Бердыев, член экипажа танка Найдёнова                                                           |
| Дмитрий Быковский-Ромашов | генерал Смирнов (прототип — Катуков Михаил Ефимович)                                            |
| Герасим Архипов           | капитан Шарипов                                                                                 |
| Владимир Ильин            | начальник госпиталя                                                                             |
| Мария Шашлова             | военный врач полевого госпиталя                                                                 |
| Карл Кранцковски          | Адольф Гитлер                                                                                   |
| Клаус Грюнберг            | Штумпф                                                                                          |
| Кристиан Редль            | Кейтель                                                                                         |
| Виктор Соловьёв           | адъютант Кейтеля                                                                                |
| Вилмар Бири               | Фридебург                                                                                       |

## История создания

### Замысел
Карен Шахназаров давно хотел снять военную картину. По его мнению, каждый режиссёр его поколения должен снять фильм о войне. «Во-первых, мой покойный отец был фронтовиком, — объясняет Шахназаров, — он воевал два года. Этот фильм в какой-то степени память о нём, о его товарищах. И второе, может быть, самое важное: чем дальше война удаляется во времени, тем более важным и принципиальным событием истории она становится. Нам постоянно открываются всё новые её грани».
Возможно, режиссёр так и не обратился бы к теме войны, если бы не прочитал роман Ильи Бояшова «Танкист, или „Белый тигр“», который лёг в основу фильма. Книга заинтересовала Шахназарова новым взглядом на войну, несвойственным остальной военной прозе. По его признанию, повесть Ильи Бояшова, по которой он вместе с Александром Бородянским написал сценарий к фильму, «близка по духу» к роману Германа Мелвилла «Моби Дик, или Белый кит». Кроме того, снять фильм про войну режиссёр решил ещё и потому, что, по его мнению, современному кинематографу не хватает правды о ней.

### Съёмки
Свой самый высокобюджетный (с бюджетом в 11 миллионов долларов США) художественный фильм «Белый тигр» режиссёр Карен Шахназаров снял за 3,5 года.
Съёмки проводились на военном полигоне в районе подмосковного Алабино, где была сооружена целая деревня, в усадьбе Петровское-Алабино, на «Мосфильме» — на натурной площадке «Старая Москва», часть которой была переделана в разрушенный европейский город конца войны, и в павильонах. В 1-м павильоне «Мосфильма» была возведена копия зала инженерного училища в Карлсхорсте — там снималась сцена подписания Акта капитуляции Германии. В 3-м павильоне разместили макет танка, имитирующий движение и выстрелы, — в нём снимались сцены, в которых герои фильма находятся внутри танка. А в 4-м павильоне была построена декорация «Кабинет Гитлера», где снималась финальная речь фюрера.
Специально для фильма самарской студией «Рондо-С» был создан макет немецкого танка «Тигр» в масштабе 1:1. Танк был оснащён дизельным двигателем от военного тягача, который позволяет ему развивать скорость 38 км/ч (такую же, как у оригинала), и пушкой с приспособлением для имитации выстрела, копирующей немецкую танковую пушку 8,8 cm KwK 36, которой вооружались оригинальные «Тигры». В целом были скопированы все детали, только весил макет в три раза меньше, чем оригинал. Однако, из-за нехватки денег на макет в съёмках фильма были использованы «загримированные» под «Тигр» советские танки Т-54 и ИС-3. Макет танка «Тигр» был позднее передан в музей «Мосфильма».
Главную роль командира танка Ивана Ивановича Найдёнова исполнил актёр Алексей Вертков. Но, по мнению киноэкспертов, персонаж майора Федотова в исполнении Виталия Кищенко оказался не менее значимым, чем главный герой, хотя сценарием это не было предусмотрено.

## Награды и номинации
Художественный фильм «Белый тигр» был представлен на многих международных кинофестивалях и кинопремиях и получил множество наград:
- Пхеньянский международный кинофестиваль, КНДР, сентябрь 2012 года — Специальный приз жюри.
- X Международный фестиваль военного кино имени Ю. Н. Озерова, Россия, Москва (14-18 октября 2012 года) — Гран-при «Золотой меч», Приз за лучшую режиссёрскую работу.
- IX Международный кинофестиваль военно-патриотического фильма имени С. Ф. Бондарчука «Волоколамский рубеж», Россия, Волоколамск (16-21 ноября 2012 года) — Главный приз, Приз Госфильмофонда.
- Международный кинофестиваль «Capri», Hollywood, Италия, декабрь 2012 года — Художественная премия «Capri», Hollywood.
- Международный кинофестиваль «Джемисон» в Дублине, Ирландия, февраль 2013 года — Приз за лучшую мужскую роль актёру Алексею Верткову.
- Международный кинофестиваль «Фантаспорто», Португалия, февраль 2013 года — Специальный приз жюри, приз лучшему актёру, приз лучшему режиссёру в «Неделе режиссёров».
- Национальная кинопремия «Айак», Армения, апрель 2013 года — Главный приз в номинации «Лучший фильм на иностранном языке».
- Международный кинофестиваль «Фантаспоа», Бразилия, май 2013 года — Приз за лучшую режиссуру.
- XI Международный кинофестиваль «Леванте» в г. Бари, Италия, ноябрь-декабрь 2013 года — Приз кинокритиков Италии.
- 1-я премия в номинации «Кино- и телефильмы» в рамках 7-й Премии ФСБ России «За лучшие произведения литературы и искусства о деятельности органов федеральной службы безопасности» за 2012 год — Карену Шахназарову за постановку и сценарий фильма.
- 3-я премия в номинации «Актёрская работа» в рамках 7-й Премии ФСБ России «За лучшие произведения литературы и искусства о деятельности органов федеральной службы безопасности» за 2012 год — актёру Виталию Кищенко за роль офицера военной контрразведки майора Федотова в фильме.
- Премия «Золотой орёл» Национальной академии кинематографических искусств и наук России (2013):
  - «Лучший игровой фильм» 2012 года.
  - «Лучшая музыка к фильму» за 2012 год.
  - «Лучший монтаж фильма» за 2012 год.
  - «Лучшая работа звукорежиссёра» за 2012 год.

## Короткометражное дополнение
Невошедшие в картину кадры с альтернативной историей появления танкиста Найдёнова были смонтированы в отдельный короткометражный фильм «В окружении» (2012). Фильм был представлен на официальном ютуб-канале киноконцерна «Мосфильм». Небольшую роль исполнила Анна Синякина, её персонаж в основной фильм не вошёл.